# Códice

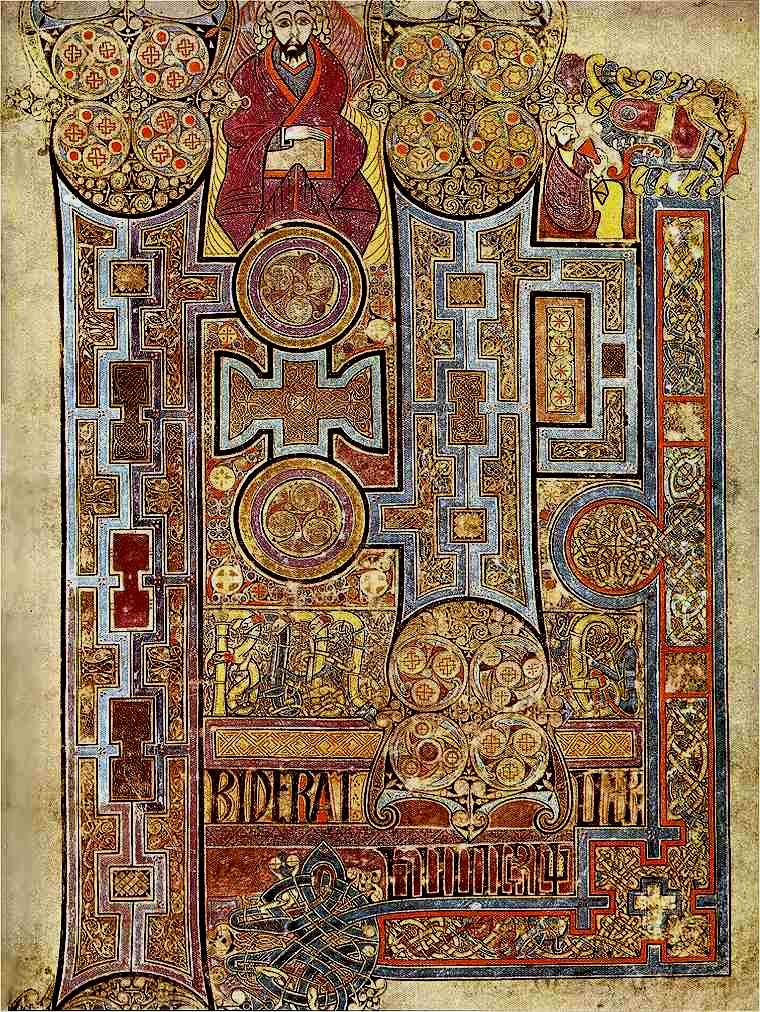
Fólio 292r do Livro de Kells, que contém o texto que abre o Evangelho segundo João

Códice (do latim codex, casca de árvore) é um veículo de escrita composto de folhas dobradas costuradas ao longo de uma aresta. É originário do século I e é considerado o precursor do livro. Distingue-se de outros veículos de escrita, como o Rolo e a tábua de argila. O códice era inicialmente um produto de menor qualidade fabricado de papiros ou pergaminhos, usados em escolas e no comércio. Os textos cristãos, no entanto, desde os mais antigos foram escritos em códices. Após a cristianização do Império Romano no século IV, o códice suplantou o papiro como o veículo de textos literários. O códice trazia diversas vantagens sobre o rolo: a pilha compacta de folhas podia ser aberta na página desejada, dispensava desenrolar e reenrolar o texto, facilitava incorporar diversas páginas de uma só vez e permitia escrever de ambos os lados da folha de forma mais prática. Desta forma, era possível conter textos mais longos, como a Bíblia inteira.
O códice foi desenvolvido de forma independente pelos povos pré-colombianos da Mesoamérica a partir do século X. Os livros continham pictogramas e ideogramas e registravam calendários rituais, adivinhações, cerimônias e especulações sobre os deuses do universo.

## Alguns códices
- Codex Alexandrinus
- Codex Bezae
- Burana Codex
- Códice Calixtino
- Códice Claromontano
- Codex Gigas
- Códice de Las Huelgas
- Codex Petropolitanus Purpureus
- Codex Purpureus Rossanensis
- Codex Marchalianus
- Códice de Leningrado
- Codex Regius
- Códice Rúnico
- Codex Sinaiticus
- Codex Vaticanus
- Codex Ephraemi Rescriptus

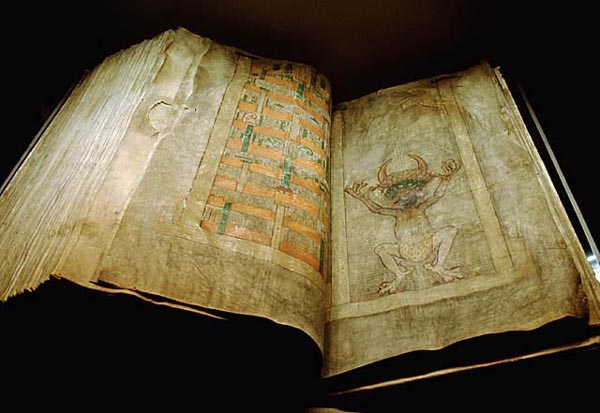
Codex Gigas, século XIII, Boêmia

- Biblioteca de Nague Hamadi, uma coleção de textos gnósticos
- Livro de Kells, uma coleção de evangelhos cristãos dos séculos VIII ou IX
- Códices maias